# René Taesch
René Taesch (né le 12 février 1952 à Forbach en Moselle et mort le 9 mars 2021 à Ars-Laquenexy) est un photographe français, également vidéaste, écrivain, conteur et musicien.

## Biographie
Originaire de Petite-Rosselle, au cœur du bassin houiller de Lorraine, René Taesch grandit dans la précarité et côtoie la délinquance, les services sociaux et les punitions corporelles. Rapidement confronté à la déscolarisation, il est placé en foyer à l'âge de onze ans, où les mauvais traitements continuent.
Après plusieurs années livré à lui-même, passant par l'usine, l'armée et vivant un temps sans-abris, il se passionne pour la photographie, la musique ou bien encore l'écriture.
En 1997 est publié chez Stock le recueil intitulé Portrait de groupe avant démolition. René Taesch y compile son regard photographique sur le monde de la rue, accompagné de textes de Denis Robert. La même année, il apparaît également dans le documentaire Journal intime des affaires en cours de Philippe Harel.
En 2007, il publie Rue des Singes, son autobiographie.
En 2014, une série d'une trentaine de tirages photographiques regroupés sous l'intitulé Human Matos est exposée à plusieurs reprises, notamment à la MCL de Metz,.
Il dévoile une autre facette de son personnage en donnant d'intenses prestations scéniques en tant que chanteur et performeur - il se joint à son public pour chanter, tantôt en platt, tantôt en français, habillé d'une combinaison de catch dissimulée sous un peignoir - au sein du groupe de krautrock Dewendel's Dämbe, un nom rappelant le passé minier de ses origines. Le groupe sort en 2017 un disque intitulé Der Himmel Brennt, sur les labels Les Disques de la Face Cachée et Schnitz Production.
Devenu une figure locale, René Taesch meurt le 9 mars 2021 des suites d'un cancer à l'âge de 69 ans.

## Publications
- Portrait de groupe avant démolition, recueil de photos avec textes de Denis Robert, Éd. Stock, 1997  (ISBN 2-234-04828-1) ;
- Rue des singes, roman autobiographique, Éd. Florent Massot, 2007  (ISBN 978-2-916546-03-2).

## Discographie
- La Femme aux trois cerveaux, vinyle EP 4 titres, Les Disques du Nuage en Pantalon, 1995 ;
- Dewendel's Dämbe, Der Himmel Brennt, Les Disques de la Face Cachée, Schnitz Production, 2017.